# روزنامه‌نگاری سرگرمی

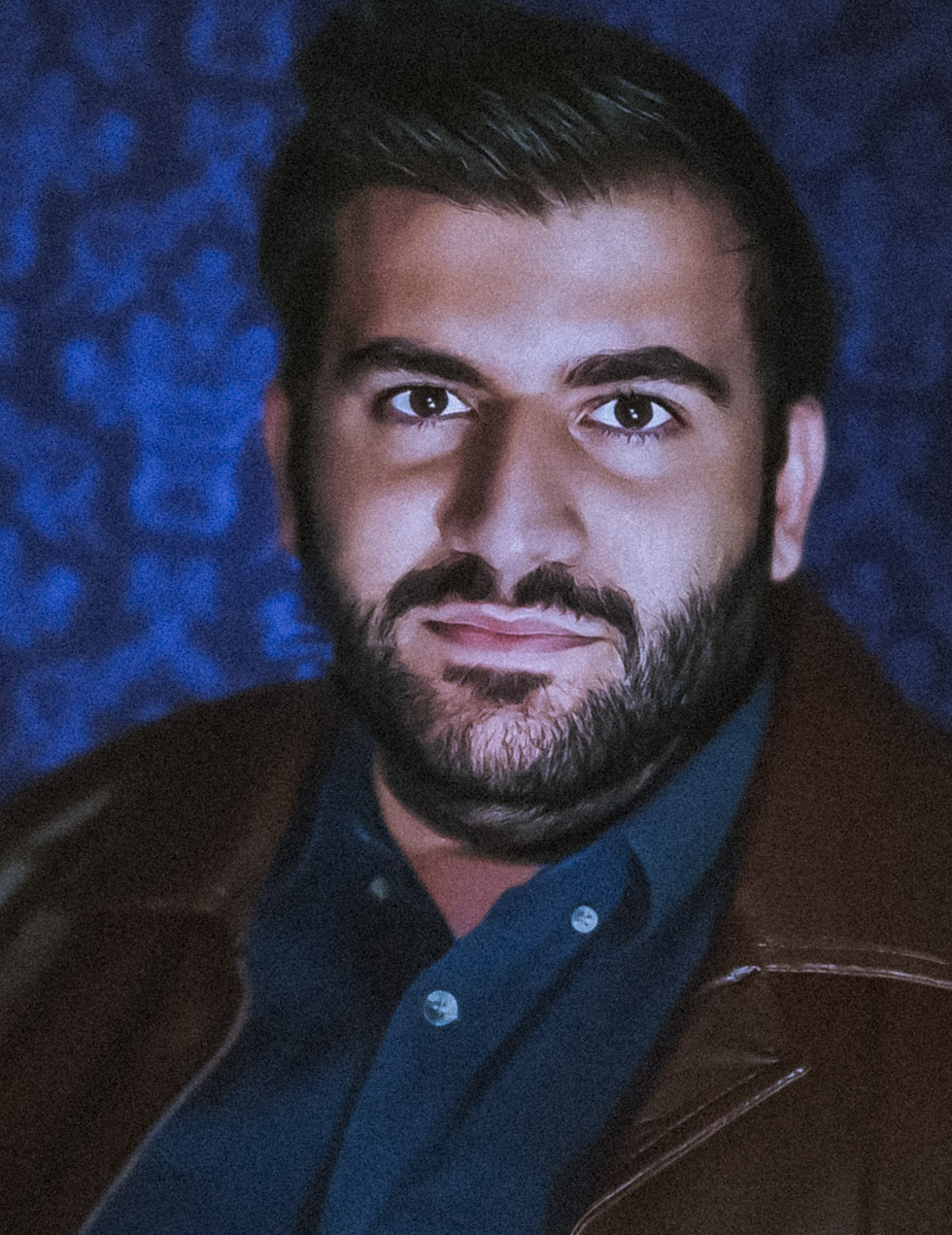
Christos Arfanis

روزنامه‌نگاری سرگرمی هر نوعی از روزنامه‌نگاری است که روی تجارت سرگرمی و محصولات آن تمرکز دارد. مثل روزنامه‌نگاری مُد، روزنامه‌نگاری سرگرمی اخبار مختص صنعت را پوشش می‌دهد در حالی که علاوه بر افرادی که در صنعت کار می‌کنند مخاطبان عمومی را هم در نظر می‌گیرد. شیوه‌های معمول مثل نقد فیلم و تلویزیون، روزنامه‌نگاری موسیقی، روزنامه‌نگاری بازی‌های رایانه‌ای و افراد مشهور است. وجود اینترنت بسیاری از روزنامه‌نگاران حرفه‌ای و غیرحرفه‌ای را قادر ساخته که وبلاگ‌های شخصی دربارهٔ روزنامه‌نگاری سرگرمی ایجاد کنند.

## مرز بین روزنامه‌نگاری اخبار و روزنامه‌نگاری سرگرمی
روزنامه‌نگاری اخبار با اطلاعات اتفاقات جاری یا گزارش اتفاقاتی که اخیراً پیش آمده‌اند، سروکار دارد. هدف اصلی این نوع روزنامه‌نگاری، اطلاع‌رسانی است. روزنامه‌نگاری سرگرمی با اطلاعات صنعت سرگرمی مثل فیلم، موسیقی، مد، بازی‌های کامپیوتری و … سروکار دارد. هدف اصلی این نوعروزنامه‌نگاری سرگرم کردن است. روزنامه‌نگاران می‌توانند حقایق را به شکل خاصی منحرف کنند که نوشتهٔ آن‌ها به شکل یک سرگرمی دربیاید. این عمل می‌تواند تأثیر عمیقی بر مشتری بگذارد و ماهیت گزارش را مشکوک کند. مواردی از این مشکل ممکن است در مقالات خبری، مجلات و مستندها اتفاق بیفتد.